# Cratere Nordenskiöld
Nordenskiöld  è un cratere sulla superficie di Marte.